# 옥테인 (영화)
《옥테인》(영어: Octane)은 영국과 룩셈부르크에서 제작된 마커스 애덤스 감독의 2003년 공포 영화이다. 매들린 스토, 미샤 바턴, 노먼 리더스, 조너선 리스 마이어스 등이 주연으로 출연하였다.

## 줄거리
셍가는 반항심이 강한 15살 딸 냇의 생일을 맞아 전 남편과 만남을 가진 뒤 냇을 태우고 밤에 자동차로 장거리 이동을 한다. 셍가와 냇은 도중 말다툼을 하고, 화가 난 냇은 휴게소에 잠시 정차한 사이 컬트 집단 RV에 올라타는데...

## 출연
- 매들린 스토 - 셍가 윌슨 역
- 미샤 바턴 - 너태샤 "냇" 윌슨 역
- 사무엘 프뢸러 - 매렉 윌슨 역
- 조너선 리스 마이어스 - 더 파더 역
- 비주 필립스 - 더 백패커 역
- 노먼 리더스 - 더 리커버리 맨 역